# Mutant: År Noll
Mutant: År Noll är en ny version av det klassiska rollspelet Mutant. Denna nyare version gavs ut år 2014 av det svenska rollspelsförlaget Fria Ligan AB under licens från Paradox Entertainment. Spelet kretsar kring äventyr i ett primitivt postapokalyptiskt Skandinavien. Mutant: År Noll ges även ut på engelska och tyska.

## Grundsystem
Mutant: År Noll använder ett system med sex-sidiga tärningar (s.k. T6) med egendesignade tärningar med unika ikoner som representerar, och ersätter, siffrorna 1 och 6. I reglerna för spelet förekommer även T66 och T666 kast vilket genomförs av att använda flera T6 slag en-efter-en för att uppnå tiotal eller hundratal.

## Uppbyggnad
Mutant: År Noll är uppbyggt på karaktärkreation där spelaren väljer sin karaktärstyp (mutant, djur, robot och icke-muterad människa). Sysslor välj som speglar sysselsättningen (klassen) i spelets värld och som även påtvingar olika former av sysslospecifika avanceringar på karaktären. 

## Expansioner (Moduler)
Utöver grundregelboken och kampanjboken (spelledarboken) har Fria Ligan AB publicerat expansioner i boxform, så kallade moduler, till Mutant: År Noll. Samtliga moduler finansierades genom Kickstarterkampanjer. Alla expansioner leder den gemensamma meta-plotten framåt för att avrundas i Elysium (och senare i Mutant: Hindenburg). Alla expansioner fungerar som fristående rollspel, men är alla kompatibla med varandra.  
- Genlab Alfa (2015[5]) - Den första expansionen till M0 som ger spelaren möjlighet att spela muterade djur. Innehåller del 2 i huvudkampanjen: "Flykten från paradiset". Nytryck kom ut 2018.
- Maskinarium (2016[6]) - Ger spelaren möjlighet att spela robotar. Innehåller del 3 i huvudkampanjen i M0: "Anden i Maskinen"
- Elysium (2017[7]) - I Elysium beskrivs regler för att kunna spela icke-muterade människor (IMM). Del 4 i huvudkampanjen följer med: "Katastrofens väktare"

## Zonkompendier
Tilläggsmaterial till modulerna för Mutant: År Noll kallas zonkompendium. Kompendierna tillför fördjupad information, extramaterial, kartor och regler till modulerna och spelet i helhet. 
- Zonkompendium 1: Dödsklotets hemlighet[8]
- Zonkompendium 2: I reptilfolkets spår[9]
- Zonkompendium 3: Det döda blå[10]
- Zonkompendium 4: Dö, köttätare, dö![11]
- Zonkompendium 5: Hotell Imperator[12]
- Zonkompendium 6: Det eviga kriget[13]

## Övrigt utgivet material
- Den grå döden - en ny version av det klassiska äventyret som gavs ut till det första Mutant[14][15]
- Spelledarskärm - Ett speltillbehör [16]
- Det sista motståndet [17] - Ett äventyr. Möjliggjordes som ett strechgoal i kickstarterkampanjen för boken om Mutant[18].
- Kaknäs sista band - Novellsamling, Anders Fager
- Zonen vi ärvde - Novellsamling, Kollektivet Fruktan